# Cathy Yan
Cathy Yan (25 de enero de 1983) es una directora de cine, guionista y productora sinoestadounidense cuyas películas incluyen la comedia y drama de 2018 Dead Pigs y la película de DC Comics de 2020 Birds of Prey.

## Primeros años
Yan nació en China y creció en Hong Kong y Washington, D. C. Se graduó con una licenciatura de la Escuela de Asuntos Públicos e Internacionales Woodrow Wilson de la Universidad de Princeton en 2008, un MBA de la Stern School of Business de la Universidad de Nueva York en 2014 y un doble título de MBA/MFA en producción del Programa de Graduados de Cine de la Tisch School of the Arts de la Universidad de Nueva York en 2016.

## Carrera
Yan trabajó como reportera para Los Angeles Times y Wall Street Journal en Nueva York, Hong Kong y Beijing antes de dedicarse al cine. Después de hacer varios cortometrajes, Yan escribió y dirigió Dead Pigs, su película debut ambientada en Shanghái. Decidió continuar con la película después de leer una noticia sobre 16 000 cerdos muertos que flotaban misteriosamente por el río Huangpu, y encontró una metáfora convincente. Financiada por inversionistas chinos, Yan filmó la comedia oscura en Shanghái con un equipo bilingüe, luego completó la película en Nueva York; El cineasta de la «Sexta Generación», Jia Zhangke, fungió como productor ejecutivo. Dead Pigs se estrenó en el Festival de Cine de Sundance y ganó un Premio Especial del Jurado por actuación en conjunto.
En abril de 2018, Yan fue seleccionada para dirigir una película de superhéroes Aves de Presa y la Fantabulosa Emancipación de una Harley Quenn del DC Extended Universe basada en el cómic Birds of Prey, con Christina Hodson escribiendo el guion y Margot Robbie como protagonista y productora. Yan será la segunda mujer y la primera asiática en dirigir una película de DC (o cualquier película de superhéroes de Estados Unidos). El estreno de la película está programado para el 7 de febrero de 2020.

## Filmografía
| Año  | Título                 | Créditos como | Créditos como | Notas         |
| Año  | Título                 | Director      | Guionista     | Notas         |
| ---- | ---------------------- | ------------- | ------------- | ------------- |
| 2013 | Last Night             | Sí            | Sí            | Cortometrajes |
| 2016 | Down River             | Sí            | Sí            | Cortometrajes |
| 2016 | According to My Mother | Sí            | Sí            | Cortometrajes |
| 2018 | Dead Pigs              | Sí            | Sí            |               |
| 2020 | Birds of Prey          | Sí            | No            |               |

Como productora
| Año  | Título                               | Notas                          |
| ---- | ------------------------------------ | ------------------------------ |
| 2010 | Phishing                             | Cortometrajes                  |
| 2014 | Dinosaur Rider                       | Cortometrajes                  |
| 2014 | Entropy                              | Cortometrajes                  |
| 2014 | Of Tooth and Time                    | Cortometrajes                  |
| 2015 | Humpty                               | Cortometrajes                  |
| 2016 | Sky Ladder: The Art of Cai Guo-Qiang | Documental; Productor asociado |
| 2017 | Groomed                              | Cortometraje                   |